# Somme-Vesle
Somme-Vesle är en kommun i departementet Marne i regionen Grand Est (tidigare regionen Champagne-Ardenne) i nordöstra Frankrike. Kommunen ligger i kantonen Marson som tillhör arrondissementet Châlons-en-Champagne. År 2022 hade Somme-Vesle 346 invånare.

## Befolkningsutveckling
Antalet invånare i kommunen Somme-Vesle
| Referens: INSEE |